# Code civil du Québec (1980)
Ne doit pas être confondu avec Code civil du Québec.
Lire en ligne

[PDF] texte initial (1980)

Code civil du Bas-Canada Code civil du Québec
Le Code civil du Québec (1980) ou Loi instituant un nouveau Code civil et portant réforme du droit de la famille désignent la première version du Code civil adoptée par le gouvernement Lévesque en 1980 visant à remplacer le Code civil du Bas-Canada.
Il a été en vigueur de 1981 jusqu'à l'entrée en vigueur du Code civil du Québec le 1er janvier 1994.

## Histoire
En 1955, l'Assemblée législative du Québec adopte une loi visant à réformer le Code civil du Bas-Canada. En 1977, l'Office de révision du Code civil du Québec remet son rapport au ministre de la Justice.
Pressé par la vétusté du droit de la famille au Québec, le gouvernement décide de ne pas adopter le nouveau Code civil d'un seul bloc, mais de débuter simplement par le livre portant sur le droit de la famille. Le Code civil de 1980 a donc été adopté lors de l'adoption de la Loi instituant un nouveau Code civil et portant réforme du droit de la famille. Cette loi instituait le Code civil en créant seulement son livre deuxième, celui portant sur le droit de la famille.
En 1987, l'Assemblée nationale, en adoptant la Loi portant réforme au Code civil du Québec du droit des personnes, des successions et des biens,  ajoute deux livres supplémentaires au Code civil de 1980 : le livre premier sur le droit des personnes et le livre troisième sur le droit des successions. Cette loi n'a toutefois jamais réellement été intégrée au Code civil de 1980, puisque le Code civil du Québec a été adoptée avant son entrée en vigueur.
Ainsi, jusqu'à l'adoption du Code civil du Québec, le Québec était régi par deux codes civils : le Code civil de 1980 et le Code civil du Bas-Canada.
Lors de l'adoption du Code civil du Québec en 1991, l'Assemblée nationale n'a fait que reconduire les dispositions sur le droit de la famille présente dans le Code civil de 1980, en changeant simplement la numérotation.

## Contenu
Le Code civil de 1980 n'a véritablement contenu que les règles touchant sur le droit de la famille au Québec. Le livre sur le droit des personnes ou sur le droit des successions ne sont jamais entrés en vigueur.

## Legs
Bien que le Code civil de 1980 ait contenu des règles touchant le droit des personnes, le droit de la famille et le droit des successions, seules les règles sur le droit de la famille ont été en vigueur. Les règles ont été transposés quasi intégralement dans le nouveau Code civil du Québec.